# Obermichelbach

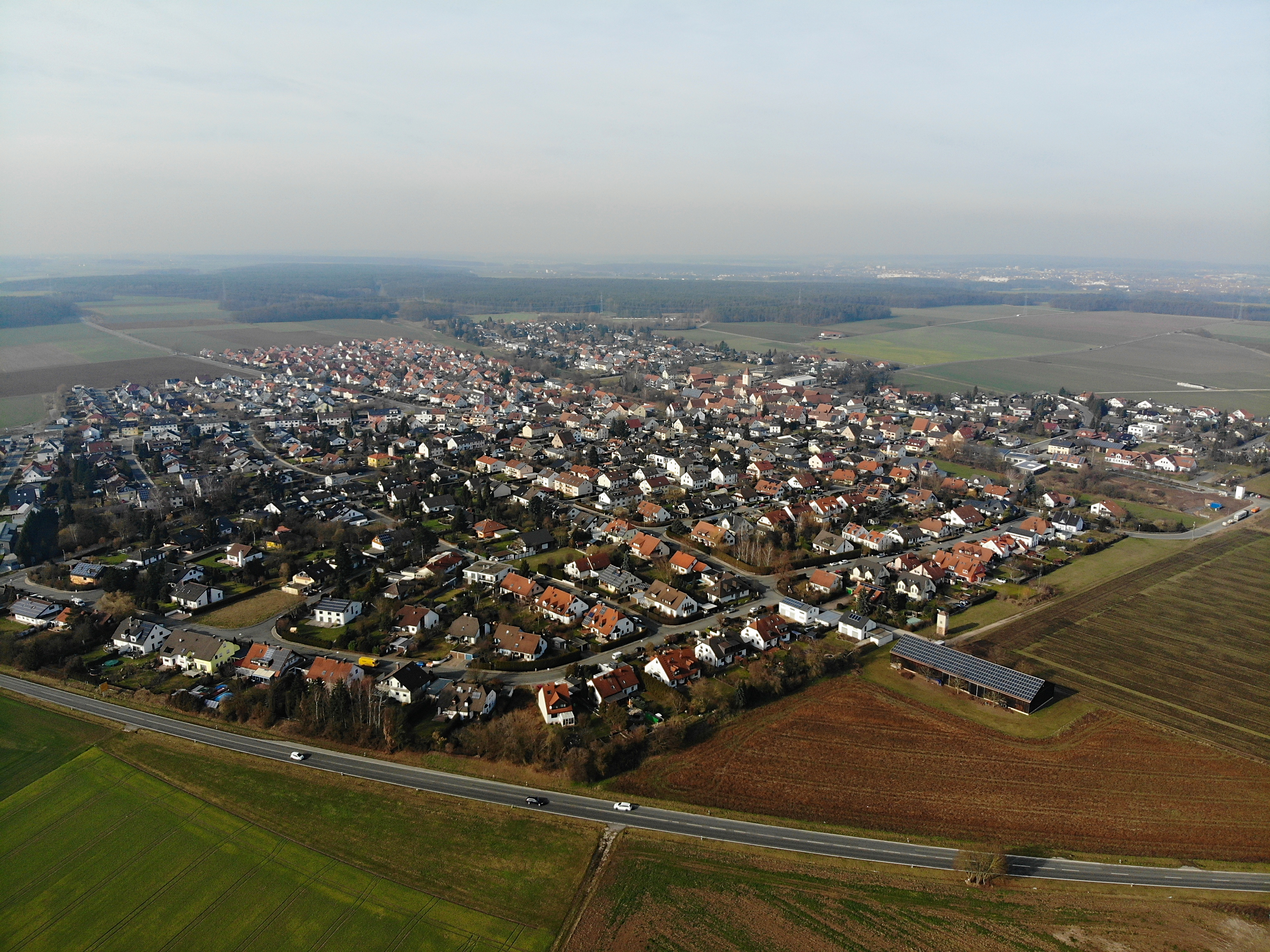
Obermichelbach Luftaufnahme (2020)

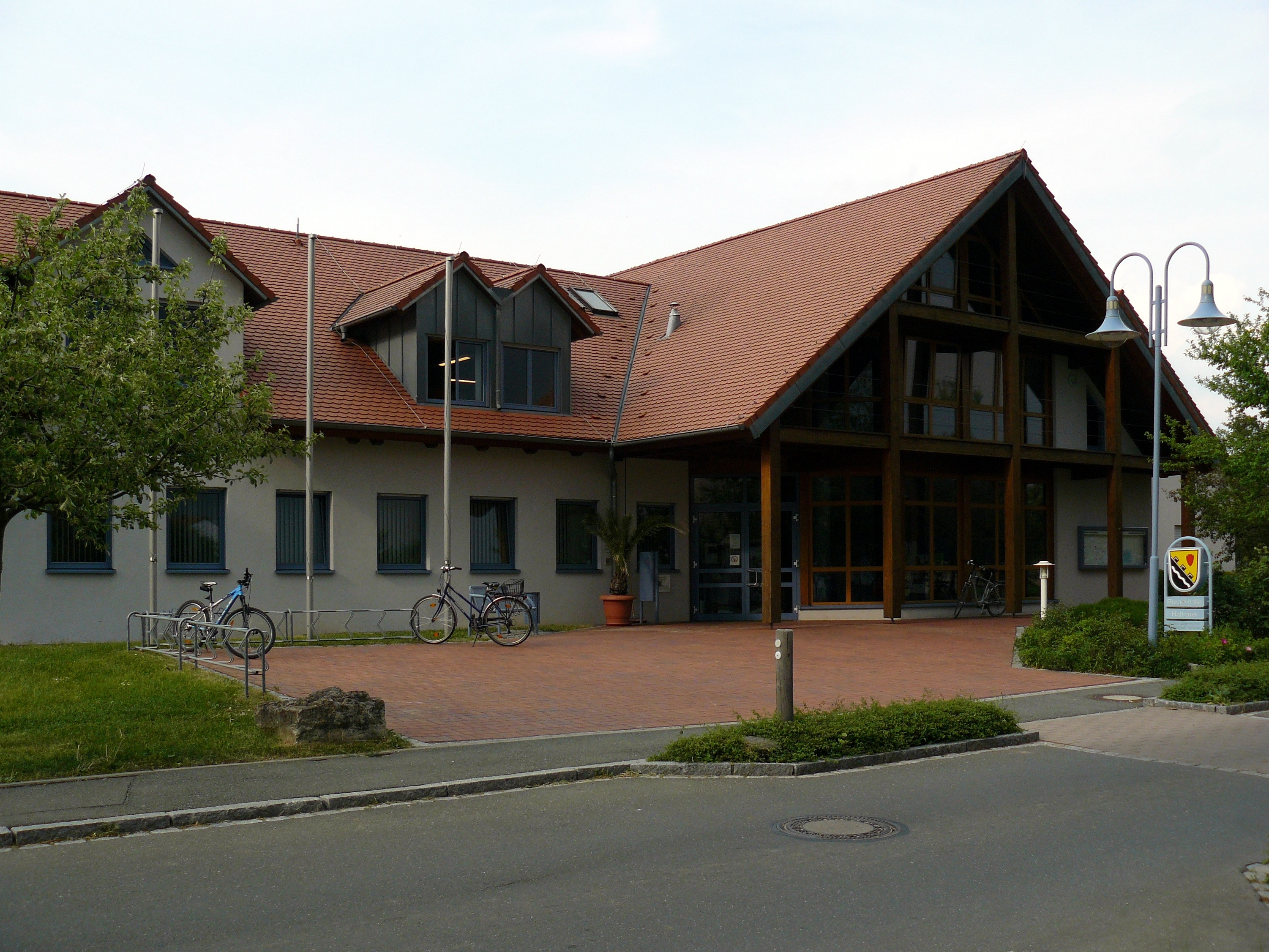
Bürgerhalle mit Rathaus

Obermichelbach (fränkisch: „Michlbach“) ist eine Gemeinde im Landkreis Fürth (Mittelfranken, Bayern).

## Geographie

### Geographische Lage
Obermichelbach befindet sich auf einer Hochfläche zwischen den Tälern der Mittlere Aurach im Norden, der Regnitz im Osten und der Zenn im Süden.

### Nachbargemeinden
Die Nachbargemeinden sind:
- Herzogenaurach
- Erlangen
- Fürth
- Veitsbronn
- Tuchenbach

(Aufzählung: im Norden beginnend im Uhrzeigersinn)

### Gemeindegliederung
Es gibt drei Gemeindeteile (in Klammern ist der Siedlungstyp angegeben):
- Obermichelbach (Pfarrdorf)
- Rothenberg (Dorf)
- Untermichelbach (Dorf)

Die Gemarkung Obermichelbach umfasst das gesamte Gemeindegebiet. Sie hat eine Fläche von 9,268 km² und ist in 1990 Flurstücke aufgeteilt, die eine durchschnittliche Fläche von 4657,31 m² haben.

## Geschichte

### Bis zur Gemeindegründung
Die Pfarrei Herzogenaurach übertrug 1337 22 Orte dem Heilig-Geist-Spital Nürnberg, darunter auch sehr wahrscheinlich Obermichelbach, Untermichelbach und Rothenberg. 1348 wurde der Ort als „Grozzenmichelbach“ erstmals urkundlich erwähnt. Der Ortsname leitet sich von dem Gewässernamen „Michelbach“ ab, dessen Bestimmungswort das mittelhochdeutsche „michel“ (= groß, breit) ist.
1360/1370 wurde der Ort im Urbar der Burggrafschaft Nürnberg aufgeführt. Im Salbuch des Amtes Cadolzburg von 1414 wurden die Namen der lehenspflichtigen Untertanen des Burggrafen von Nürnberg in „Obernmichelbach“ genannt. Im Salbuch des Amtes Cadolzburg von 1464 wurden „Obermichelbach“, „Nydernmichelbach“ und „Rotperg“ genannt. In einer Beschreibung Nürnbergs und seines Umlandes wurden 1504 auch „Obernmichelbach“, „Unter-Michelbach“, „Zum Rotenperg“ genannt. Im Dreißigjährigen Krieg brannten 1634 Obermichelbach und Rothenberg nieder. Mit dem Fellschnitzer Thomas Haindel wurde 1664 der erste Schulmeister erwähnt. In der Oberamtsbeschreibung von Johann Georg Vetter wurden 1732 Obermichelbach, Untermichelbach und Rothenberg beschrieben. Ein Kupferstich von Obermichelbach aus dem Jahr 1759 ist das älteste erhaltene Bild des Ortes.
Gegen Ende des 18. Jahrhunderts gab es in Obermichelbach 20 Anwesen. Das Hochgericht und die Dorf- und Gemeindeherrschaft übte das brandenburg-ansbachische Stadtvogteiamt Langenzenn aus. Über die bayreuthischen Untertanen übte das brandenburg-bayreuthische Stadtvogteiamt Markt Erlbach das Hochgericht im begrenzten Umfang aus. Grundherren waren das brandenburg-bayreuthische Kastenamt Neuhof (2 Höfe), das Spital Langenzenn und von Fürer gemeinsam (5 Höfe, 1 Gut, 1 Haus, 1 Hirtenhaus), die Reichsstadt Nürnberg: Spitalamt (1 Hof, 1 Haus), Landesalmosenamt (1 Halbhof) und Nürnberger Eigenherren: von Muffel (2 Halbhöfe, 2 Güter), von Praun (2 Halbhöfe, 1 Gut).
1792 das Fürstentum Ansbach – und damit auch Obermichelbach – zu Preußen. 1806 wurde dieses dem Königreich Bayern einverleibt.

### 19. Jahrhundert
Von 1797 bis 1808 unterstand der Ort dem Justiz- und Kammeramt Cadolzburg. Im Rahmen des Gemeindeedikts wurde 1808 der Steuerdistrikt Obermichelbach gebildet. Zu der I. Sektion gehörten Rothenberg und Untermichelbach, zu der II. Sektion gehörten Burgstall, Galgenhof, Hauptendorf, Schleifmühle und Steinbach. Im selben Jahr entstand die Ruralgemeinde Obermichelbach, die deckungsgleich mit der I. Sektion des Steuerdistrikts war. Sie war in Verwaltung und Gerichtsbarkeit dem Landgericht Cadolzburg zugeordnet und in der Finanzverwaltung dem Rentamt Cadolzburg. Ab 1862 gehörte Obermichelbach zum Bezirksamt Fürth (1939 in Landkreis Fürth umbenannt) und zum Landgericht Fürth (ab 1876 Stadt- und Landgericht Fürth, 1879 in das Amtsgericht Fürth umgewandelt). Die Finanzverwaltung wurde 1870 vom Rentamt Fürth übernommen (1919 in Finanzamt Fürth umbenannt).
Die Gemeinde erhielt 1835 Kataster mit Flurstücken und Hausnummern. Es gab 35 landwirtschaftliche Betriebe.
Die Planung einer Bahnlinie vom Bahnhof Siegelsdorf über Obermichelbach nach Herzogenaurach wurde 1883 endgültig abgelehnt. 1869 wurde auf Grund einer neuen Gemeindeordnung das Amt des Bürgermeisters geschaffen und 1870 ein Gemeindeausschuss.

### 20. Jahrhundert
Im Jahr 1909 erhielt Obermichelbach eine öffentliche Telefonstelle und 1912 Anschluss an das Stromnetz. In Obermichelbach wurde 1911 ein Gemeindehaus erbaut. Durch eine neue Gemeindeordnung wurde 1919 die Selbstverwaltung eingeführt und der Gemeindeausschuss durch einen Gemeinderat ersetzt.
Die Schulgemeinde übernahm 1921 das Schulgebäude von der Kirchenstiftung. Eine Poststelle wurde 1936 eingerichtet. 1942 wurden zwei Kirchenglocken abgeliefert und eingeschmolzen. 1943 kam es zu Luftangriffen auf Ober- und Untermichelbach. Am 17. April 1945 besetzten die Truppen der United States Army die drei Orte der Gemeinde. Die Flurbereinigung wurde 1967 abgeschlossen. Die Volksschule Obermichelbach wurde 1969 aufgelöst und in die Verbandsschule Veitsbronn eingegliedert. 1974 wurde der evangelische Kindergarten eingeweiht. Im Zuge der Gebietsreform in Bayern trat Obermichelbach zusammen mit Tuchenbach und Puschendorf 1980 aus der Verwaltungsgemeinschaft Veitsbronn aus, um die Verwaltungsgemeinschaft Obermichelbach-Puschendorf-Tuchenbach zu gründen. Diese wurde 1998 durch den Austritt der Gemeinde Puschendorf zur Verwaltungsgemeinschaft Obermichelbach-Tuchenbach. 1979 wurde das Mehrzweckgebäude mit Rathaus und Feuerwehrhaus eingeweiht. 1997 wurde die Bürgerhalle errichtet, in die auch das Rathaus integriert ist.

### 21. Jahrhundert
Der Verwaltungssitz der Verwaltungsgemeinschaft Obermichelbach-Tuchenbach wurde im Jahr 2002 von Tuchenbach ins Verwaltungsgebäude von Obermichelbach verlegt.

### Einwohnerentwicklung
Gemeinde Obermichelbach
| Jahr      | 1818   | 1840   | 1852   | 1861   | 1867   | 1871   | 1875   | 1880   | 1885   | 1890   | 1895   | 1900   | 1905   | 1910   | 1919   | 1925   | 1933   | 1939   | 1946   | 1950   | 1961   | 1970   | 1987   | 2007   | 2011   | 2016   | 2024   | 2025   |
| Einwohner | 283    | 413    | 371    | 372    | 372    | 402    | 402    | 437    | 436    | 402    | 419    | 408    | 422    | 411    | 378    | 376    | 385    | 342    | 471    | 531    | 411    | 449    | 1795   | 2988   | 3141   | 3252   | 3395   | 3357   |
| Häuser    | 47     | 43     |        |        |        | 60     |        |        | 61     | 62     |        | 64     |        |        |        | 63     |        |        |        | 63     | 74     |        | 491    |        |        | 1029   |        |        |
| Quelle    | [ 13 ] | [ 14 ] | [ 15 ] | [ 16 ] | [ 17 ] | [ 18 ] | [ 19 ] | [ 20 ] | [ 21 ] | [ 22 ] | [ 15 ] | [ 23 ] | [ 15 ] | [ 24 ] | [ 15 ] | [ 25 ] | [ 15 ] | [ 15 ] | [ 15 ] | [ 26 ] | [ 27 ] | [ 28 ] | [ 29 ] | [ 30 ] | [ 30 ] | [ 30 ] | [ 31 ] | [ 31 ] |

Ort Obermichelbach
| Jahr      | 001818 | 001840 | 001861 | 001871 | 001885 | 001900 | 001925 | 001950 | 001961 | 001970 | 001987 | 002022 |
| Einwohner | 152    | 219    | 196    | 216    | 242    | 222    | 213    | 318    | 258    | 270    | 1306   | 2640   |
| Häuser    | 27     | 20     |        |        | 34     | 35     | 37     | 37     | 43     |        | 358    |        |
| Quelle    | [ 13 ] | [ 14 ] | [ 16 ] | [ 18 ] | [ 21 ] | [ 23 ] | [ 25 ] | [ 26 ] | [ 27 ] | [ 28 ] | [ 29 ] | [ 32 ] |

## Religionen

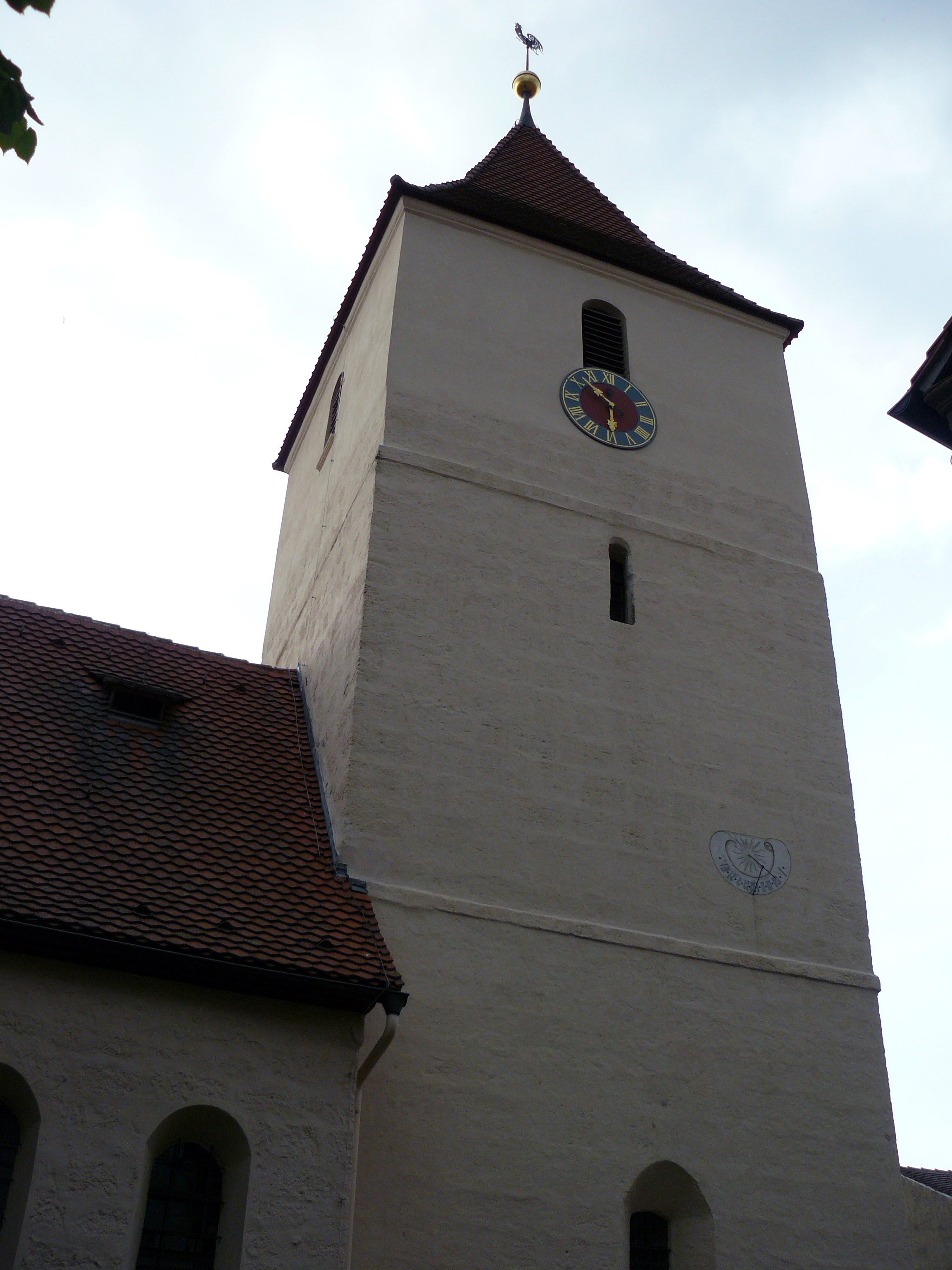
Heilig-Geist-Kirche

Die Kapelle St. Jakob wurde 1414 erstmals erwähnt. 1483 wurden zwei Altäre in der Kirche St. Jakob in Obermichelbach geweiht. Obermichelbach wurde 1528 evangelische Kirchengemeinde des Heilig-Geist-Spitals und schied aus der Pfarrei Herzogenaurach aus, der Pfarrer erhielt 1566 ein eigenes Pfarrhaus. Die Kirche Zum Heiligen Geist wurde 1660 neugebaut und geweiht. 1698 erfolgte der Zusammenschluss der Pfarreien Obermichelbach und Veitsbronn, der Sitz war Obermichelbach. 1829 wurde die Kirche in Obermichelbach renoviert und erhielt 1878 eine neue Orgel. Die 1942 eingeschmolzenen Kirchenglocken wurden durch die von Bürgermeister Hans Tauber und seiner Schwester Anna Abendschein gestifteten drei Glocken ersetzt, 1983 wurden diese geweiht.

## Politik

### Gemeinderat
Der Gemeinderat von Obermichelbach hat seit der Kommunalwahl 2014 16 Mitglieder.
Zur Kommunalwahl am 15. März 2020 erreichte die CSU mit 44,59 % die meisten Wählerstimmen. Die Freien Wähler ziehen mit 27,78 % als zweitstärkste Fraktion in den Gemeinderat in Obermichelbach ein. Die Grünen erreichten 13,34 %, während sich 12,73 % der Obermichelbacher für die SPD entschieden. Die FDP bekam mit 1,55 % keinen Sitz im Gemeinderat.
|      | Wählerliste | CSU a | SPD | Grüne | FW b | Gesamt   |
| 1946 | 8           |       |     |       |      | 8 Sitze  |
| 1948 | 6           |       |     |       |      | 6 Sitze  |
| 1952 | 8           |       |     |       |      | 8 Sitze  |
| 1956 | 6           |       |     |       |      | 6 Sitze  |
| 1960 | 4           | 2     |     |       |      | 6 Sitze  |
| 1966 |             | 5     |     |       | 1    | 6 Sitze  |
| 1972 |             | 5     |     |       | 3    | 8 Sitze  |
| 1978 |             | 7     | 3   |       | 2    | 12 Sitze |
| 1984 |             | 7     | 3   |       | 2    | 12 Sitze |
| 1990 |             | 6     | 4   |       | 2    | 12 Sitze |
| 1996 |             | 7     | 3   | 2     | 2    | 14 Sitze |
| 2002 |             | 7     | 2   | 2     | 3    | 14 Sitze |
| 2008 |             | 7     | 1   | 2     | 4    | 14 Sitze |
| 2014 |             | 7     | 2   | 2     | 5    | 16 Sitze |
| 2020 |             | 7     | 2   | 2     | 5    | 16 Sitze |

### Bürgermeister
1946 wurde Johann Brummer von der Wählerliste zum Bürgermeister gewählt, dieser wurde 1948 von Hans Tauber von der CSU/Wählergemeinschaft abgelöst und 1952, 1956, 1960, 1966, 1972, 1978 und zuletzt 1984 im Amt bestätigt. Hans Lämmermann (CSU/Wählergemeinschaft) löste ihn 1990 nach 18-jähriger Stellvertretung ab und wurde 1996 wiedergewählt. Auf ihn folgte 2002 Reinhold Hum (CSU/Wählergemeinschaft), der 2008 nicht wieder antrat. 2008 konnte Herbert Jäger von den Freien Wählern die Wahl für sich entscheiden und 2014 wurde er wiedergewählt.
Am 1. Mai 2020 trat Bernd Zimmermann (CSU) sein Amt als Erster Bürgermeister an. Dieser konnte sich am 15. März 2020 mit 54,95 % gegen seine Gegenkandidatin Ulla Schwarte (Freie Wähler/SPD) durchsetzen.

### Verschuldung
Die Verschuldung betrug 2013 ca. 716 € pro Kopf, und beträgt 2025 voraussichtlich 683 € pro Kopf.

### Wappen und Flagge
Die Gemeinde Obermichelbach erhielt nach einem Beschluss des Gemeinderats mit einem Schreiben der Regierung von Mittelfranken vom 13. Oktober 1977 das Recht zur Führung eines Wappens und einer Fahne zugesprochen.
Wappen
| Wappen von Obermichelbach | Blasonierung: „Im Zinnenschnitt schräg geteilt von Gold und Schwarz; oben eine rote Pflugschar, unten ein silberner Wellenschrägbalken.“ |
| Wappen von Obermichelbach | Wappenbegründung: Seit 1504 war in Obermichelbach die Familie Linck von Schwabach als Grundherr nachweisbar. Aus deren Wappen übernahm man die Schrägteilung im Zinnenschnitt. Die rote Pflugschar steht für die Landwirtschaft, der Wellenbalken steht redend für den Michelbach, der dem Ort seinen Namen gibt. Die Farben Silber und Schwarz sind die Farben des Fürstentum Ansbach, das die Landeshoheit innehatte. |

Flagge
Die Gemeindeflagge ist rot-weiß.

### Gemeindepartnerschaften
Obermichelbach verbindet seit dem 10. Oktober 1992 eine Gemeindepartnerschaft mit Hormersdorf im sächsischen Erzgebirgskreis.

### Verwaltung
Obermichelbach ist Mitglied der Verwaltungsgemeinschaft Obermichelbach-Tuchenbach.

## Verkehr
Die Kreisstraße FÜ 17/FÜs 3 verläuft nach Veitsbronn (2,5 km südwestlich) bzw. zur Staatsstraße 2263  (2,8 km östlich). Die FÜ 21/ERH 25 führt nach Niederndorf zur Staatsstraße 2263 (4,1 km nördlich). Gemeindeverbindungsstraßen führen nach Tuchenbach zur Kreisstraße FÜ 8 (3,4 km westlich), nach Untermichelbach (0,9 km östlich) und nach Rothenberg (1,8 km südöstlich).
Die Planung einer Bahnlinie vom Bahnhof Siegelsdorf über Obermichelbach nach Herzogenaurach wird 1883 endgültig abgelehnt.
Die Deutsche Bundesbahn führt 1967 die Bahnbuslinie von Fürth über Obermichelbach und Tuchenbach nach Herzogenaurach ein, auf der im Winter 2007 eine Verbindung von Erlangen über Herzogenaurach nach Fürth verkehrt. Im Rahmen einer Neuordnung des Busverkehrs im nördlichen Landkreis verbindet die Linie 126 des OVF seit dem Fahrplanwechsel im Winter 2007 Fürth mit Tuchenbach über Obermichelbach und Veitsbronn. Neu eingerichtet wurde die Linie 123, die als Ringlinie die Strecke Herzogenaurach–Obermichelbach–Tuchenbach–Puschendorf–Tuchenbach–Herzogenaurach stündlich wechselnd im und gegen den Uhrzeigersinn bedient.
Abends und am Wochenende verkehrt ein Anrufsammeltaxi zum Bahnhof in Siegelsdorf.
Durch den Ort verläuft der Fränkische Marienweg.

## Söhne und Töchter der Gemeinde
- Georg Andreas Will (1727–1798), Professor und Historiker
- Wilhelm Börner (1927–2011), Nuklearmediziner und Hochschullehrer